# Ратави
Ратави — нефтяное месторождение около города Басра в Ираке. Входит в нефтегазоносный бассейн Персидского залива.
Расположено в провинции Басра, в юго-восточной части страны. Открыто в 1950 году. Нефть залегает в нижнемеловых породах (песчаники и карбонаты). Запасы нефти оцениваются в 10 млрд баррелей (1,6 млрд м³), запасы природного газа в 1,356 трлн кубических футов (38,4 млрд м³). К началу 2020-х годов добыто менее 10 % разведанных запасов, согласно прогнозам добыча может продолжаться до 2074 года, когда достигнет своего экономического лимита.
В 2021 году правительство Ирака подписало контракт с французской компанией TotalEnergies на добычу природного газа на месторождении Ратави. Планируемый объём добычи составляет 600 млн кубических футов (17 млн м³) газа и 238 тысяч баррелей сырой нефти и конденсата в сутки. Строительство центрального комплекса добычи было поручено американскому подрядчику KBR.